# Tattersall (Wiesbaden)

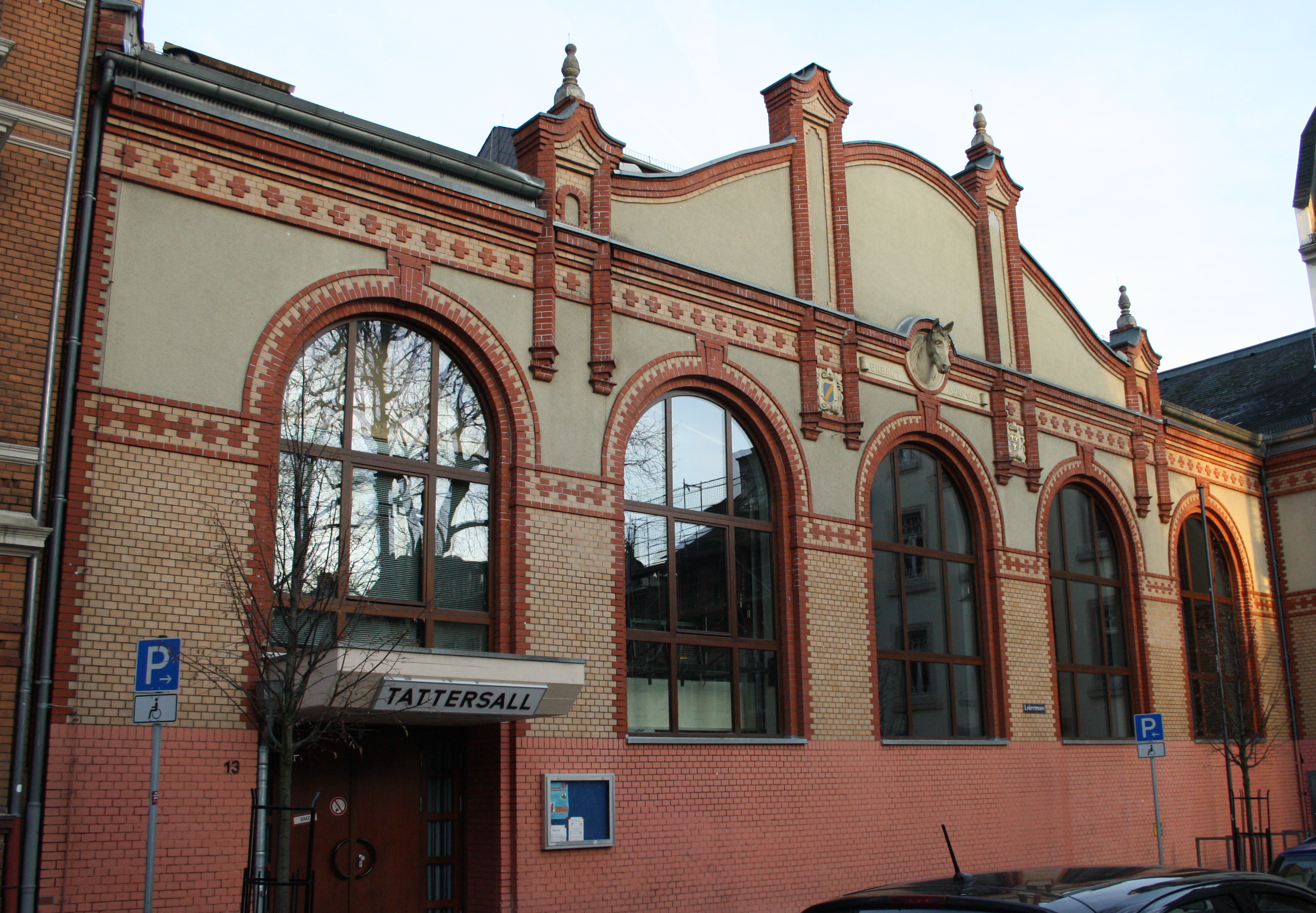
Eingang des Tattersalls, 2015

Der Tattersall in der hessischen Landeshauptstadt Wiesbaden ist ein ehemaliger Pferdestall mit Reitschule, der heute als Kulturzentrum genutzt wird.

## Geschichte

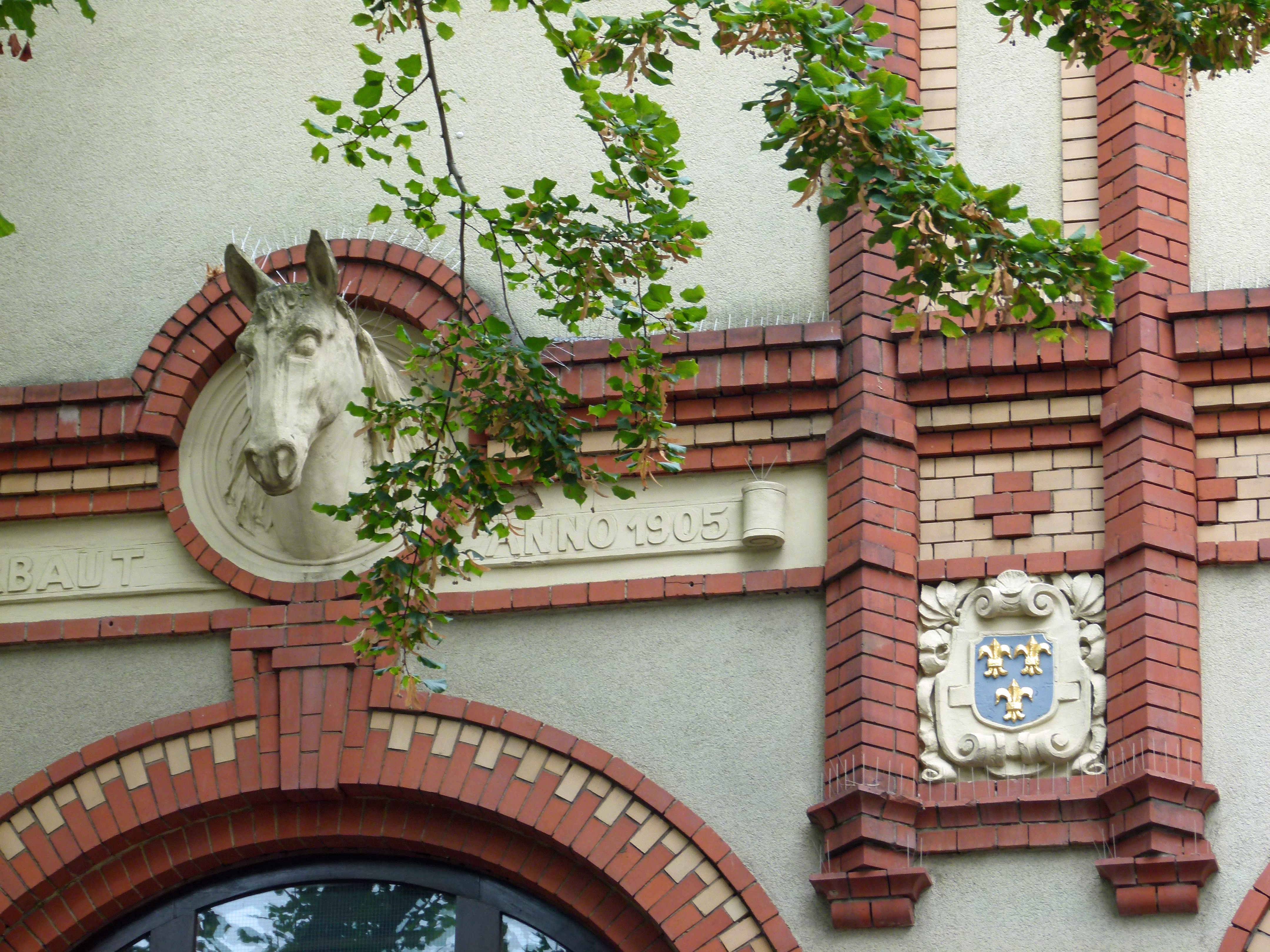
Pferdekopf an der Fassade, rechts das Wiesbadener Wappen

Im Jahr 1905 baute Albert Wolff in Wiesbaden eine Reithalle nach englischem Vorbild für den Reitlehrer Ernst Weiß. Sie befindet sich in der Lehrstraße 13 im Stadtbezirk Wiesbaden-Mitte innerhalb des Historischen Fünfecks. Direkt gegenüber liegt die Bergkirche.
Als Tattersall werden Unternehmen oder Gebäude bezeichnet, die zur Unterbringung, Pflege, Verleih oder Verkauf von Pferden dienen. Der Wiesbadener Tattersall bot Platz für 80 Pferde. Das Gebäude stand ab 1971 leer, die dort ansässige Reitschule wurde ins Hofgut Adamstal verlegt. In den 1980er-Jahren wurde das Gebäude zu einem Jugend- und Kulturzentrum umgenutzt. Zur Durchführung von Veranstaltungen wurden eine fest installierte Bühne und eine Tribüne mit 500 Plätzen eingebaut.
Ende 2024 wurden die Veranstaltungsräume nach jahrelangen, 5,5 Millionen Euro teuren Sanierungsarbeiten wiedereröffnet.
Das Gebäude ist als Kulturdenkmal nach dem Hessischen Denkmalschutzgesetz geschützt.